# Aydan Taş
Aydan Taş (* 23. Februar 1982 in Hatay) ist eine türkische Schauspielerin.

## Biografie
Taş wurde am 23. Februar 1982 in Hatay geboren. Sie studierte an der Anadolu Üniversitesi. Danach setzte sie ihr Studium an der Karadeniz Teknik Üniversitesi fort. Ihr Debüt gab sie 1995 in Bir Demet Tiyatro. Anschließend war sie 2005 in dem Film Organize İşler zu sehen. Außerdem bekam Taş 2010 in dem Film Çok Filim Hareketler Bunlar eine Hauptrolle. 2015 trat sie in der Fernsehserie Tatlı Küçük Yalancılar auf. Zudem wurde sie 2019 für die Serie Hercai gecastet. Unter anderem spielte Taş 2021 in Sadakatsiz mit.

## Filmografie
Filme
- 2005: Organize İşler
- 2009: Neşeli Hayat
- 2010: Çok Filim Hareketler Bunlar
- 2014: Hadi İnşallah

Serien
- 1995: Bir Demet Tiyatro
- 2006: Bebeğim
- 2008: Sınıf
- 2008: Çok Güzel Hareketler Bunlar
- 2012: Krem
- 2012: Yalan Dünya
- 2015: Tatlı Küçük Yalancılar
- 2016: Hayat Şarkısı
- 2019: Hercai
- 2021: Sadakatsiz